# Епархия Жаботикабала
Епархия Жаботикабала (лат. Dioecesis Iaboticaballensis) — епархия Римско-католической церкви с центром в городе Жаботикабал (Бразилия). Епархия Жаботикабала входит в митрополию Рибейран-Прету. Кафедральным собором епархии Жаботикабала является церковь Пресвятой Девы Марии.

## История
15 января 1929 года Римский папа Пий XI издал буллу «Sollicitudo omnium», которой учредил епархию Жаботикабала, выделив её из епархии Сан-Карлуса. Первоначально епархия Жаботикабала входила в митрополию Сан-Паулу.
19 апреля 1958 года епархия Жаботикабала вошла в митрополию Рибейран-Прету.
14 апреля 1973 года епархия Жаботикабала передала часть своей территории епархии Барретуса.
9 февраля 2000 года епархия Жаботикабала передала часть своей территории епархии Катандувы.

## Ординарии епархии
- епископ Antônio Augusto de Assis (1931—1961)
- епископ José Varani (1961—1981)
- епископ Luíz Eugênio Pérez (1981—2003)
- епископ Fernando Antônio Brochini (2003 — 15.10.2014), назначен епископом Итумбиары
  - Sede Vacante

## Источник
- Annuario Pontificio, Ватикан, 2007
- Bolla Sollicitudo omnium, AAS 24 (1932), p. 359  (лат.)